# Русская жертва
«Русская жертва» — фильм о подвиге солдат 6-й роты 104-го полка Псковской воздушно-десантной дивизии, которые почти сутки держали бой в Аргунском ущелье 1 марта 2000 года. По сценарию «За други своя» поэта Николая Мельникова.

## Сюжет
Сюжет картины — история жизни и подвига псковского десантника, разведчика Алексея Воробьёва, на основе дневника которого ведётся рассказ. Создатели фильма также попытались провести исторические параллели с событиями марта 1917 года, связанными с отречением Николая II от престола.

## В ролях
- Алексей Мамонтов — майор Александр Достовалов
- Марина Штода — Людмила Воробьёва
- Евгений Березовский — комбат Марк Евтюхин
- Людмила Зайцева — мать солдата Пахомова
- Аристарх Ливанов — генерал Рузский
- Владимир Марьянов — генерал Юрий Никифорович Данилов
- Михаил Слесарев — Павел Николаевич Милюков
- Александр Солопов — Александр Иванович Гучков
- Влада Макейчик — Анна Александровна Вырубова
- Александр Михайлов — от автора
- Борис Клюев — Березовский
- Евгений Якушевский — лейтенант Алексей Воробьёв
- Виктор Фалалеев — майор Молодов
- Константин Исаев — сержант Комягин

## Съёмочная группа
- Режиссёры: Елена Ляпичева, Ирина Мелетина, Михаил Добрынин

### Награды
- Гран-при Международного кинофестиваля «Десант-2008»;
- Гран-при Всероссийского православного фестиваля искусств «Святая Русь»;
- Приз XI Шукшинского кинофестиваля «За мужество в воплощении образа русского солдата в кино»;
- Приз «Вера» кинофестиваля «Вече».